# Parmenonta laevepunctata
Parmenonta laevepunctata är en skalbaggsart som beskrevs av Stefan von Breuning 1940. Parmenonta laevepunctata ingår i släktet Parmenonta och familjen långhorningar. Inga underarter finns listade i Catalogue of Life.